# Зулуленд
Зулуленд (англ. Zululand, с англ. — «Земля зулусов») — район провинции Квазулу-Натал (ЮАР). Административный центр — Улунди. Другие крупные города — Мондло, Нцочане, Нонгома.

## История
Первоначально, европейские колонисты-буры использовали название «Зулуленд» для обозначения всех земель к северу от реки Тугела, которые населяли зулусы.
В январе 1879 года британские войска пересекли пограничную реку и совершили вторжение на территорию королевства зулусов, началась англо-зулусская война, которая продолжалась до 28 августа 1879 года. После окончания войны страна зулусов была разделена между 13 вождями, которые подчинялись британским «резидентам», однако междоусобные столкновения между вождями стали причиной новой реформы — в 1883 году территорию королевства зулусов разделили на три части.
В 1887 году территория бывшего королевства зулусов была аннексирована Британской империей, в результате было создано новое административно-территориальное образование — округ Зулуленд, который был включён в состав в провинции Натал.
Территорию Зулуленда составляло пространство между рекой Тугела и рекой Умзимкулу общей площадью 27 тыс. кв.км.
По состоянию на начало 1960-х годов, население Зулуленда составляло 400 тыс. человек, большинство из них были зулусами. Основным занятием населения являлось ведение сельского хозяйства и работа на трансваальских рудниках. Также на территории округа имелось несколько сахарных плантаций, несколько сахарных заводов (владельцами которых являлись англичане) и производились лесозаготовки.

## Современное состояние

### Административное деление
В настоящее время территория Зулуленда составляет 15 306 кв.км. В состав района Зулуленд входят пять местных муниципалитетов:
- Улунди (местный муниципалитет)
- Нонгома (местный муниципалитет)
- Абакулуси (местный муниципалитет)
- Упхонголо (местный муниципалитет)
- Эдумбе (местный муниципалитет)

По данным переписи 2001 года большинство населения района говорит на языке зулу.